# Ipocerus kirkaldyi
Ipocerus kirkaldyi är en insektsart som beskrevs av Baker 1915. Ipocerus kirkaldyi ingår i släktet Ipocerus och familjen dvärgstritar. Inga underarter finns listade i Catalogue of Life.